# Französisierung Brüssels
| Brüssel                                                                                        |
| Brüssel liegt im brabantischen Dialektraum des niederländisch-niederfränkischen Sprachgebiets. |

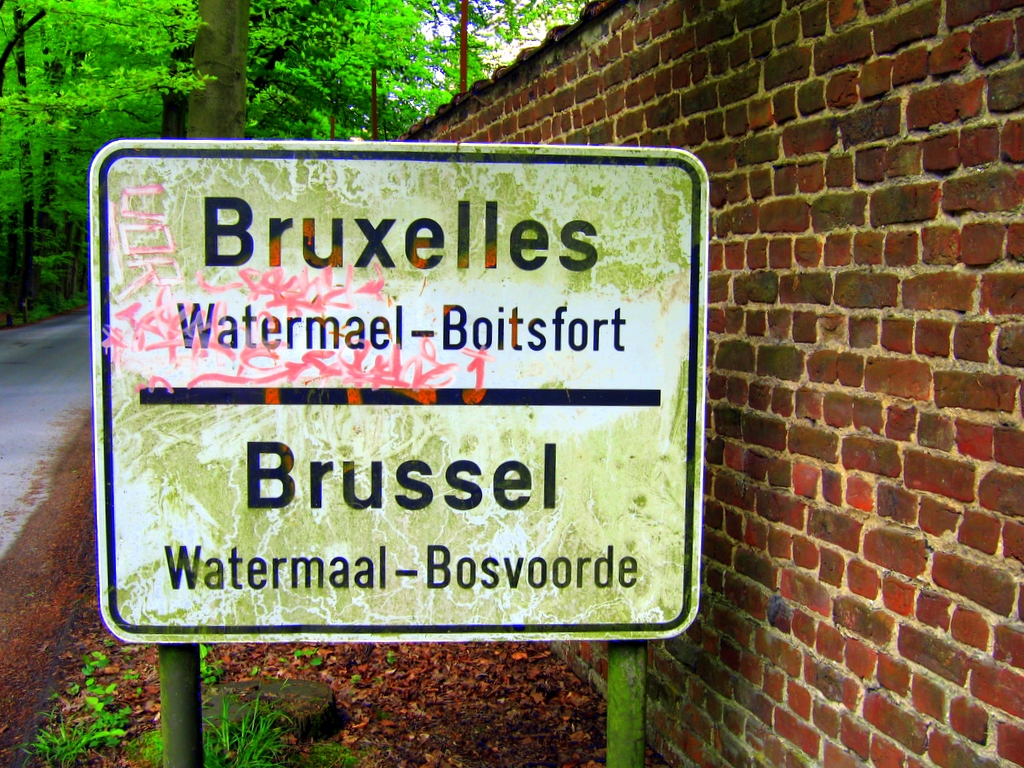
Die Region Brüssel-Hauptstadt ist ein mehrsprachiges Gebiet mit zwei offiziellen Amtssprachen, Französisch und Niederländisch.

Die Französisierung Brüssels (niederländisch Verfransing van Brussel, französisch Francisation de Bruxelles) bezeichnet die in Brüssel erfolgte Umwandlung von einer ursprünglich fast rein niederländischsprachigen in eine zweisprachige oder mehrsprachige Stadt mit dominierender französischer Verkehrssprache.
Obwohl in Brüssel ursprünglich hauptsächlich brabantische Dialekte gesprochen wurden, hat sich die sprachliche Situation im Verlaufe der letzten zwei Jahrhunderte drastisch verändert. Einer der wichtigsten Gründe für den Aufstieg des Französischen war – neben der Einwanderung aus Frankreich und Wallonien – die Sprachassimilation der flämischen Bevölkerung. In der damaligen belgischen Gesellschaft galt Niederländisch als sozial minderwertig und hatte eine schwache Position gegenüber der Weltsprache Französisch, das auch die Sprache der bürgerlichen Elite war. Die Bevorzugung der französischen Sprache bestand schon zur Zeit der Spanischen Niederlande im 16. und 17. Jahrhundert und setzte sich in den Österreichischen Niederlanden im 18. Jahrhundert fort. Zu dieser Zeit war Französisch die ausschließliche Amtssprache und die niederländische Sprache hatte zudem den Nachteil, dass sie bei der katholischen Obrigkeit und den katholischen Eliten als Sprache der nördlichen protestantischen Niederlande galt.
Die Sprachverschiebung begann allmählich im 18. Jahrhundert und beschleunigte sich während der Ausdehnung der Stadt nach der Belgischen Revolution von 1830. Der eigentliche Übergang zum Französischen begann in der zweiten Hälfte des 19. Jahrhunderts: Ab 1880 gab es eine Entwicklung hin zu einer partiellen Zweisprachigkeit zum Nachteil der niederländischen Einsprachigkeit. Niederländisch wurde nicht mehr auf künftige Generationen übertragen, wodurch der Anteil ausschließlich Französischsprechender seit 1910 stark gestiegen ist.
Seit den 1960er-Jahren hat infolge der Festlegung der Sprachgrenze und der
wirtschaftlichen Entwicklung Flanderns die Französisierung zumindest auf dem Papier ein Ende genommen. Während der zweiten Hälfte des 20. Jahrhunderts kamen viele Immigranten sowie viele Mitarbeiter internationaler Organisationen (z. B. der Europäischen Union und der NATO) und Firmen nach Brüssel, die in den meisten Fällen Französisch als Verkehrssprache bevorzugten, zum Nachteil des Niederländischen. Gleichzeitig wurden als Folge der Urbanisierung zunehmend niederländischsprachige Gemeinden im Brüsseler Randgebiet überwiegend französischsprachig. In Flandern wird in diesem Zusammenhang auch vom „Brüsseler Ölfleck“ (Brusselse olievlek) gesprochen, der neben der politischen Zukunft Brüssels eine der wichtigsten Ursachen der Spannungen zwischen dem Norden und Süden des Landes ist.
In neuerer Zeit sind jedoch auch Gegenbewegungen zu beobachten. Die Tatsache, dass die meisten Migranten aus nicht-europäischen Ländern das Französische als erste Umgangssprache bevorzugen, hat dazu geführt, dass viele französischsprachige Schulen in Brüssel einen sehr hohen Migrantenanteil aufweisen. Da viele Migrantenfamilien aus einem bildungsfernen Hintergrund kommen, ist das Niveau der französischsprachigen Schulen abgesunken. Außerdem verfügen niederländischsprachige Schulen häufig über kleinere Klassen, neuere Schulen, Kinderkrippen und Kindertagesstätten. Infolge der wirtschaftlichen Blüte des früher agrarisch-orientierten Flandern im Vergleich zu Wallonien hat das Prestige der niederländischen Sprache zugenommen. Mittlerweile entscheiden sich daher nicht wenige französischsprachige Familien in Brüssel auch für niederländischsprachige Schulen für ihre Kinder.